# 芭比公主魅力學園
《芭比公主魅力學園》（英語：Barbie: Princess Charm School）是环球影业發行的錄影帶首映動畫電影作品，於2011年9月13日以DVD的形式在美國發售。該作為芭比動畫系列的第20部電影，是一個原創的故事。這部電影講述了生活在加爾達尼亞王國的平凡女孩Blair Willows的故事，在機緣巧合下她贏得了一年一度的抽獎，因此有幸進入了一所著名的「公主訓練學校」，那里的女孩都可以被訓練成公主或皇室淑女（皇家侍女）。隨著Blair學會如何做一個真正的公主時，她發現了王國失蹤的王位繼承人背後的秘密。
香港於2011年9月19日由洲立影視有限公司代理發行DVD和VCD。
台灣於2011年11月3日由傳訊時代多媒體股份有限公司代理發行DVD。2013年3月5日再版發行。
中国大陆由新汇集团上海声像出版社有限公司和上海新索音乐有限公司联合发行DVD。

## 劇情
在加爾達尼亞王國，平凡又善良的少女Blair Willows在一家咖啡店做服務員，以此養活她體弱多病的養母和妹妹Emily。回到家後，Blair震驚地從電視廣播中得知，她被抽奖選中成為著名的「公主訓練學校」的一名學員，這是一所培訓來自不同王國的公主的魔法學校。Emily透露，她多次為Blair報名，以確保她能中獎。盡管Blair很不情願，但她的養母向她保證，上這所學校絕對是一個很好的機會。
Blair立刻被馬車送到了公主學校，一只名叫王子的金毛犬興高采烈地迎接她。Blair遇到了校長Miss Privet，她告訴Blair每個學員都被分配了一個小仙子作為她們的私人助理。Blair的小仙子Grace把她帶到宿舍，在那里她遇到了她的兩個室友：混合電子音樂的Isla公主和熱愛運動的Hadley公主。Blair還被介紹給了Devin夫人，她是已故的Isabella女王的嫂子，以及Devin夫人的女兒Delancy，後者將在學校的畢業典禮上加冕為公主，成為加爾達尼亞王國的統治者。Blair在Devin夫人的課上出了差錯，因為她笨拙；Devin夫人和她的女兒Delancy對Blair非常反感，多次試圖將她趕走。在接受了Miss Privet校長的特殊輔導後，Blair终于堅持了下來，還逐漸進步了。
在探索宮殿時，Blair和她的室友偶然發現了Isabella女王年輕時的畫像，並注意到她與Blair驚人的相似。在看到另一幅描繪已故皇室家族的肖像畫（包括王子還是小狗時的樣子），以及得知Blair是在皇室家族死於車禍的同一天被養母發現的，Isla和Hadley推斷Blair就是Isabella女王失散已久的女兒Sophia公主，也就是真正的皇室繼承人。Delancy在無意中聽到了她們的談話。晚餐時，Devin夫人宣布了一項計劃，說是要拆除Blair家居住的貧困社區，要建立一個新的公園。她把這個計劃歸功於她的女兒Delancy，而Delancy似乎表現得很矛盾。
Blair幾乎想決定回家，但她又改變了主意，決心找到傳說中的加爾達尼亞王冠，據說當合法繼承人戴上它時，它會發出神奇的光芒。畢業典禮的前一天晚上，Devin夫人偷偷在Blair的房間里放了珠寶，並指責她和她的室友偷了東西。隨後Blair和她的兩個室友都被拘留，但在Delancy的幫助下又得以逃脫，因為Delancy相信Blair真的就是失蹤的Sophia公主，因此她改變了原來的態度。Blair、她的室友和Grace潛入到了宮殿的地下室去尋找王冠，但被Devin夫人給抓住了，Devin夫人不僅拿走了王冠，還把女孩們鎖在了保存王冠的金庫中。
第二天早上，Delancy試圖拖延她的加冕典禮，讓Isla擁有足夠的時間來推斷出打開金庫大門的密碼。之後Isla根據Devin夫人使用密碼鍵盤時的音律成功打開了金庫大門，女孩們成功逃了出來。Blair及時趕到加冕典禮現場，說是要挑戰王位的繼承權。於是，Blair和她的朋友們以及Devin夫人開始爭奪王冠，最終王冠落入了Delancy的手中。令她母親沮喪的是，Delancy竟然把王冠戴在了Blair的頭上。頓時，王冠開始閃閃發光，神奇地為Blair換上了一件華麗的禮服，因此確認了她的身份，Blair果然就是失踪的Sophia公主。
見此情形，Devin夫人恼羞成怒地斥責她的女兒，並在無意中透露，是她親手策劃了Isabella女王及其家人的死亡，以便由Delancy來繼承王位。於是，Devin夫人被捕，Blair選擇讓Delancy來做她的皇室淑女。在當晚的慶祝舞會上，Blair與她的養母還有妹妹Emily團聚了。Blair將王冠戴在了Emily的頭上，並告訴她：“每個女孩都能成為公主！”

## 配音員
※下表列出的角色名字没有中文译名，国语配音完全是以英语的读音來發音。
| 角色                            | 英語原聲                                | 國語配音 | 國語配音 | 國語配音 |
| 角色                            | 英語原聲                                | 中国大陆 | 台湾     | 广东话   |
| ------------------------------- | --------------------------------------- | -------- | -------- | -------- |
| Blair Willows / Princess Sophia | 黛安娜·卡里娜                           | 司徒影   | 傅其慧   |          |
| Miss Privet                     | 莫文娜·班克斯                           | 于小华   | 崔幗夫   |          |
| Dame Devin                      | 妮可·奧利佛                             | 李俊英   | 杜素真   |          |
| Grace                           | 塔碧莎·卓曼                             | 李俊英   | 林美秀   |          |
| 媽媽／Wickellia                 | 凱莉·梅茲格                             | 李俊英   | 陳季霞   |          |
| Delancy                         | 布里特妮·威尔逊（Brittney Wilson）      | 李霞     | 雷碧文   |          |
| Josette                         | 贝瑟尼·布朗（Bethany Brown）            | 李霞     | 石采薇   |          |
| Portia                          | 艾莉·利伯特                             | 周筠     | 謝佼娟   |          |
| Hadley                          | 艾莉·利伯特                             | 周莹     | 龍顯蕙   |          |
| Emily                           | 玛德琳·彼得斯（Madeleine Peters）       | 周筠     | 丘梅君   |          |
| Harmony                         | 卡佐米·伊凡斯                           | 周筠     | 林沛苓   |          |
| Isla                            | 香农·陈-肯特                            | 赵冰冰   | 吳貴竹   |          |
| Phil                            | 李·托克卡                               | 赵威     | 夏治世   |          |
| Andrea                          | 凱西·薇瑟樂克                           | 潘宁     | 馬君珮   |          |
| Princess Miranda                | 米兰达·拉姆-诺尔特（Miranda Ram-Nolte） | 潘宁     | 黃珽筠   |          |
| Lorraine                        | 塔碧莎·卓曼                             | 潘宁     | 馬君珮   |          |
| 语音（Keypad）                  | 凱西·薇瑟樂克                           | 陈玉美   | 馮艾玫   |          |
| 妈妈（Blair's Mom）             | 艾伦·肯尼迪（Ellen Kennedy）            | 陈玉美   | 陳季霞   |          |
| Caprice                         | 安娜·卡默                               | 陈玉美   | 謝佼娟   |          |
| Prince Nicholas                 | 文森·童                                 | 孙中文   | 何志威   |          |
| Brock                           | 德里克·沃特斯                           | 张立琨   | 馬伯強   |          |
| Royal Judge                     | 布瑞恩·德拉蒙德                         | 张济平   |          |          |
| 守卫（Guard）                   | 布瑞恩·德拉蒙德                         | 赵威     | 夏治世   |          |
| 王子（Prince）                  | 布瑞恩·德拉蒙德                         | 原聲     | 原聲     | 原聲     |
| 守卫2（Guard #2）               | 文森·童                                 | 赵威     | 陳宗岳   |          |

## 歌曲
You Can Tell She's A Princess / 看得出她是公主
创作：Damon Elliott、Rob Hudnut
演唱：Reann、Keely Hawkes
国语版演唱：陈敏婷
On Top Of The World / 站在巅峰上
创作：Amy Powers、Gabriel Mann、Rob Hudnut
演唱：Rachel Bearer
国语版演唱：陈敏婷
We Rule This School
创作：BC Smith、Rob Hudnut
演唱：Simon Wilcox

## 配音譯製人員
中国大陆國語版工作人員
- 翻译 / 歌词翻译：刘惠岚
- 对白领班：蔡济生
- 音乐领班：陶赞新
- 制作统筹：叶惠虹
- 国际专案经理：Angela Sa

台灣國語版工作人員
- 翻譯 / 歌詞翻譯：劉惠嵐
- 對白領班：夏治世
- 製作統籌：王紀盛
- 國際專案統籌：Angela Sa

## 備註
1. 1 2  依照芭比系列電影上映次序。

## 資料來源
1. ↑  . 2022-11-17  [2022-11-17]. （原始内容存档于2022-11-17）.
2. ↑  . 2022-11-17  [2022-11-17]. （原始内容存档于2022-11-17）.
3. ↑  . 2022-11-17  [2022-11-17]. （原始内容存档于2022-11-17）.
4. ↑  . 2022-11-17  [2022-11-17]. （原始内容存档于2022-11-17）.
5. ↑  . 2022-11-17  [2022-11-17]. （原始内容存档于2022-11-17）.

## 外部連結
- 《芭比公主魅力學園》 （页面存档备份，存于） - 環球影業家庭娛樂（英文）
- 互联网电影数据库（IMDb）上《芭比公主魅力學園》的资料（英文）
- AllMovie上《芭比公主魅力學園》的资料（英文）
- 爛番茄上《芭比公主魅力學園》的資料（英文）
- 豆瓣电影上《芭比公主魅力學園》的資料 （简体中文）